# Provincia Caballero
La provincia Manuel María Caballero (más conocida coloquialmente como Caballero) es una provincia de Bolivia, en el Departamento de Santa Cruz. Se encuentra al oeste del departamento a una altitud promedio de 2000 m s. n. m. Tiene una población de unos 22 142 habitantes (INE 2012) y una superficie de 2310 km².
La provincia fue creada mediante la Ley N.º 23 del 4 de noviembre de 1960, durante el gobierno de Víctor Paz Estenssoro, separándose de la provincia de Vallegrande.
La provincia debe su nombre al escritor y periodista boliviano Manuel María Caballero, nacido en Vallegrande en 1819 y fallecido en 1866.

## Geografía
La provincia se ubica la región subandina en el extremo oeste del departamento de Santa Cruz, al centro del país. Limita al norte y al oeste con el departamento de Cochabamba, al sur con la provincia Vallegrande, y al este con las provincias de Florida e Ichilo.

## Demografía
De acuerdo con el censo boliviano de 2024, la población de la provincia de Caballero es de 23 189 habitantes.
La población de la provincia ha aumentado casi a la mitad en las últimas tres décadas:
| Año  | Habitantes | Fuente |
| ---- | ---------- | ------ |
| 1992 | 16 074     | Censo  |
| 2001 | 20 010     | Censo  |
| 2012 | 23 267     | Censo  |
| 2024 | 23 189     | Censo  |

## Municipios
La provincia está constituida por dos municipios y antes de la nueva Constitución Política del Estado del 2009 en once cantones.
| Municipio | Cantones                                                                                  |
| --------- | ----------------------------------------------------------------------------------------- |
| Comarapa  | Comarapa Capillas Manzanal Pulquina San Isidro San Juan del Potrero San Mateo Torrecillas |
| Saipina   | Saipina Chilón Oconi                                                                      |